# 芝拉克
《芝拉克》（英語：Chi-Raq）是一部2015年美國歌舞犯罪喜劇劇情片，由史派克·李執導、監製並與凱文·威爾莫特合作編劇。電影以芝加哥為背景，聚焦於該市南側社區中普遍存在的幫派暴力，特別是恩格爾伍德社區。
故事取材自阿里斯托芬的古典希臘喜劇《利西翠妲》，當中女性為了結束伯罗奔尼撒战争而拒絕與丈夫發生性關係。電影主演陣容包括尼克·卡农、衛斯里·史奈普、泰娜·帕麗斯、珍妮佛·哈德遜、安琪拉·貝瑟、約翰·庫薩克和山繆·傑克森。
《芝拉克》為亞馬遜影業製作的首部電影，2015年12月4日在美國有限上映，同年12月29日上線自家的Amazon Instant Video。

## 演員
- 尼克·卡农飾演德米特里厄斯·「芝拉克」·杜普雷[9]
- 衛斯里·史奈普飾演西恩·「獨眼仔」·安德魯斯
- 泰娜·帕麗斯飾演利西翠妲
- 安雅·恩格爾-亞當斯飾演拉希達
- 珍妮佛·哈德遜飾演艾琳
- 安琪拉·貝瑟飾演海倫·沃西女士
- 約翰·庫薩克飾演邁克·科里丹神父
- 山繆·傑克森飾演多爾梅德斯
- D·B·史威尼飾演麥克勞德市長
- 哈里·林尼科斯飾演巴拉德斯局長
- 戴夫·查普爾飾演莫里斯
- 大衛·派屈克·凱利飾演金剛將軍

## 外部連結
- 官方网站
- 互联网电影数据库（IMDb）上《芝拉克》的资料（英文）
- Box Office Mojo上《芝拉克》的資料（英文）
- 爛番茄上《芝拉克》的資料（英文）